# Кульбабове вино (фільм, 1972)
«Кульбабове вино» (рос. «Вино́ из одува́нчиков») — російський радянський короткометражний художній фільм 1972 року режисера Родіона Нахапетова за мотивами однойменної повісті Рея Бредбері.

## У ролях
- Марія Дурасова
- Володимир Зельдін
- Махмуд Есамбаєв
- Інга Володіна
- Андрій Мусін
- Інна Петровська
- Маша Смоленська

## Творча група
- Сценарій: Родіон Нахапетов
- Режисер: Родіон Нахапетов
- Оператор: Володимир Клімов
- Композитор: Богдан Троцюк